# Доппельгангер (Marvel Comics)
Доппельга́нгер (англ. Doppelganger) или Пау́к-Доппельга́нгер (англ. Spider-Doppelganger) — суперзлодей американских комиксов издательства Marvel Comics, представляющий собой недалёкого двойника Человека-паука с разумом животного. Не имея собственной воли, он прислуживает другим суперзлодеям. Помимо ловкости, скорости и способности цепляться за стены, заимствованной у Питера Паркера, Паук-Доппельгангер обладает большей сверхчеловеческой силой, шестью когтистыми руками и органической паутиной на каждом предплечье.

## История публикаций
Доппельгангер дебютировал в Infinity War #1 (апрель 1992) и был создан сценаристом Джимом Старлином и художниками Роном Лимом и Элом Милгромом. В комиксе фигурировало несколько супергероев, подвергшихся нападению со стороны мутировавших демонических двойников, посланных злодеем Магусом. Битва Человека-паука осталась за кадром, а его персональный двойник (которого герой позже называет «Паук-Доппельгангер» или просто «Доппельгангер») был показан мёртвым. В том же месяце битва была освещена на страницах комикса Spider-Man #24 (1992), где Демогоблин оживил Паука-Доппельгангера. В то время как другие двойники Магуса были уничтожены к концу Infinity War, вмешательство Демогоблина позволило Пауку-Доппельгангеру избежать смерти.
Доппельгангер действовал как слуга Демогоблина в Web of Spider-Man #94-96 (1992), а затем стал домашним питомцем злодеев Визг и Карнажа в сюжетной линии Maximum Carnage 1993 года, где он, казалось бы, встретил свою смерть. Спустя 17 лет после своей мнимой смерти персонаж вернулся в серии Carnage в 2010 году. В этой истории существо было по-прежнему связано с Карнажем и Визг.

## Биография
Доппельгангер начал своё существование в качестве живого фрактала, геометрического узора в измерении Проявлений, будучи в состоянии перенимать формы и особенности любого существа, реального или абстрактного. Когда таинственный Магус намеревался получить огромную силу Перчатки Бесконечности, он заключил контракт с правящим фракталом, чтобы превратить несколько молодых фракталов в чудовищные версии супергероев Земли. Доппельгангер был одним из таких творений, став двойником Человека-паука. Он и его собратья были отправлены на Землю, чтобы атаковать героев так называемой Войны Бесконечности. Доппельгангер прервал драку между Человеком-Пауком и Хобгоблином, после чего погиб, когда его насадили на забор.
После битвы Доппельгангер был возрождён Демогоблином, который неосознанно наполнил его сверхъестественной энергией, что позволило ему остаться в земном измерении после поражения Магуса. Демогоблин направил Доппельгангера атаковать Хобгоблина, на защиту которого встал Человек-паук. Борьба квартета привела к ещё одной битве, где сверхъестественные герои Призрачный гонщик и Блейз сражались с группой демонических порождений смерти и кровожадного врага Человека-паука Венома. И Доппельгангер и Демогоблин впоследствии были утащены под землю Порождениями Смерти, в то время как два Порождения Смерти ненадолго поселились в теле Доппельгангера.
Оставшийся без цели Доппельгангер несколько дней бродил по Нью-Йорку, прежде чем на него напал Карнаж, который принял существо за их общего врага Человека-паука. Тем не менее, компаньон Карнажа, не менее безумная Визг, полюбила Доппельгангера, и ненормальная пара познакомила своего нового «сына» с «удовольствием» при совершении убийства. Впоследствии к ним присоединились Демогоблин и Падаль. Семья Карнажа противостояла Человеку-пауку, Чёрной кошке, Плащу и Кинжал, Веномом и Морбиусом. Доппельгангер стал предан Визгу и, когда Карнаж напал на неё за бунтарское поведение, он встал на её защиту, но Карнаж выпотрошил его и вышвырнул на улицу несколькими этажами ниже. После поражения Карнажа было неизвестно, удалось ли Доппельгангеру выжить.
Годы спустя оказавшийся живым Доппельгангер обрёл навыки речи и несколько изменил свой внешний вид, будучи по-прежнему в состоянии изменять состояние своего тела из-за принадлежности к расе Проявлений. Он потерпел неудачу при попытке освободить Визг, после чего очнулся на столе для вскрытия. Освободившись из-под заключения в Рэйвенкрофте, Визг и Доппельгангер посеяли новый хаос в Нью-Йорке. После битвы с новым симбиотом Скорном существо скрылось вместе с Карнажем. После этого Карнаж и Доппельгангер проникли в Колорадо, однако двойник скрылся после пленения Карнажа.
Паук-Доппельгангер был замечен среди пауков, собравшихся, чтобы помочь сразиться с Морланом и другими Наследниками в сюжетной линии Spider-Verse. В конечном итоге Доппельгангер воссоединился с Карнажем и Визг, сформировав культ, посвящённый Наллу.

## Силы и способности
Способности Доппельгангера практически такие же как у Человека-паука, поскольку он также обладает сверхчеловеческой силой, выносливостью, рефлексами и скоростью. В то время как Человек-паук способен поднять около 10 тонн, сила Паука-Доппельгангера позволяет ему удерживать примерно 25 тонн. Существо также может цепляться за стены и поверхности. Вместо искусственной паутины он, благодаря органическим фильерам, в состоянии стрелять острой, как бритва, паутиной из ладоней. Также у него имеются два дополнительных набора когтистых рук, с помощью которых он может с лёгкостью порвать человеческую ткань.
Будучи диким и неразумным существом, Паука-Доппельгангер, по всей видимости, обладает ограниченными животными инстинктами, хотя он был способен следовать инструкциям своей «матери» Визг. Когда спустя годы он возродился в другом теле, Доппельгангер обрёл речь. Его тело несколько тягуче, хотя это свойство не проявлялось в ранних комиксах с его участием. По словам учёных, которые недолго изучали его после одной из мнимых смертей, Доппельгангер «неорганичен», отчего юридически не может считаться живым существом. Этот факт, наряду со сверхъестественной энергией, которой наполнил его Демогоблин, объясняет неоднократные воскрешения существа.

## Альтернативные версии
Доппельгангер упоминался в альтернативной вселенной Clone Saga.
В комиксе Deadpool Kills the Marvel Universe Again у Дэдпула с промытыми мозгами возникла иллюзия Доппельгангера.

## Вне комиксов

### Телевидение
В эпизоде «Свадьба» мультсериала «Человек-паук» (1994) психически неуравновешенный Гарри Озборн видит в своём кошмаре Человека-паука в образе Доппельгангера.

### Видеоигры
- Доппельгангер является одним из боссов игры Spider-Man and Venom: Maximum Carnage (1994).
- Доппельгангер — один из боссов игры Spider-Man Unlimited (2014).

### Товары
- Toy Biz выпустила фигурку Доппельгангера в линейке Spider-Man Classics[16].
- Diamond Select Toys выпустила фигурку Доппельгангера в линейке Minimates Marvel.
- Hasbro выпустила фигурку Доппельгангера в линейке Marvel Legends в 2019 году[17].
- Funko Pop выпустила фигурку Доппельгангера под номером 961.

## Критика
Comic Book Resources поместил Доппельгангера на 7-е место среди «10 самых жестоких злодеев Человека-паука», на 3-е место среди «10 худших двойников в комиксах», а также на 5-е место среди «10 злых двойников, которые были намного круче своих супергероев (и 8, которые оказались намного хуже их)». Доппельгангер занял 4-е место среди «10 наиболее злых версий Человека-паука» по версии WhatCulture.